# Příbor
Příbor (tjekkisk udtale: [ˈpr̝̊iːbor]; tysk: Freiberg (in Mähren)) er en by i distriktet Nový Jičín i regionen Mähren-Schlesien i Tjekkiet med omkring 8.400 indbyggere. Det historiske centrum af Příbor er velbevaret og er beskyttet ved lov som et kulturmonument.

## Inddeling
Landsbyerne Hájov og Prchalov er administrative dele af Příbor.

## Etymologi
Selvom byens navn bogstaveligt betyder "bestik", er det blot en tilfældighed. Det er ikke sikkert, om det tjekkiske navn Příbor opstod tidligere, og det tyske navn Freiberg er afledt af transskription eller omvendt. Hvis det tjekkiske navn er ældre, er det sandsynligvis afledt af při boru eller při zboru, der betyder "ved en fyrreskov" / "ved en ruin". Hvis det tyske navn er ældre, betyder Freiberg "frit slot" eller "slot med fri adgang". Nogle tyske sprogkort fra det 19. århundrede identificerer Příbor som Freyberg.

## Geografi
Příbor ligger omkring 10 km øst for Nový Jičín og 20 km sydvest for Ostrava. Det højeste punkt er på 370 m over havets overflade. Lubina-floden løber gennem byen.

## Historie
Byen Příbor blev grundlagt af grev Frank von Hückeswagen i 1251, hvilket blev stadfæstet i et skøde fra den mähriske markgreve Ottokar 2. fra samme år, hvor byen blev kaldt Vriburch. Bytorvet blev grundlagt lige ved en gammel handelsrute til Polen.
Greven byggede her et solidt slot. Hans efterkommere ejede byen indtil 1359, hvor Příbor overgik til biskopperne i Olomouc. Biskopperne kunne lide byen, især Franz von Dietrichstein, som gav den en række privilegier. Under Trediveårskrigen brændte byen ned tre gange. Den mest ødelæggende var invasionen af svenskerne i 1643. I anden halvdel af 1600-tallet genrejstes byen.
I 1694 blev der oprettet et piaristisk gymnasium og undervisning var også tilgængelig for de fattigere. Příbor udviklede sig til et vigtigt uddannelsescenter. Fra 1875 til 1938 fungerede det tjekkiske lærerinstitut her, hvorfra en række betydningsfulde pædagoger og eksperter inden for uddannelse og kultur kom.

## Seværdigheder
Příbor er en af de ældste byer i regionen. Det historiske centrum er dannet af et regulært bytorv beklædt med borgerhuse, som hovedsageligt er renæssance med barokke ændringer.
Piaristklosteret blev grundlagt her i 1694 af Karl 2. von Liechtenstein-Kastelkorn. Det er en barok trefløjet en-etagers bygning. I dag huser det bymuseet, et bibliotek og en folkeskole.
Der er fire kirker i byen. Den vigtigste er den romansk-gotiske sognekirke Jomfru Marias fødselskirke med senere renæssance- og baroktilpasninger. Kirken blev grundlagt sammen med byen, den nuværende murstensbygning stammer fra 1300-tallet. Det er en meget robust bygning med en række elementer tilføjet senere, domineret af et slankt højt tårn. Interiøret indeholder værdifulde rokokomøbler.
Andre kirker i det historiske centrum er Helligkors Kirken og den tidligere Piaristkirke af Sankt Valentine. Uden for det historiske centrum ligger kirken Sankt Frans af Assisi.
Sigmund Freuds fødested er nu et museum med en udstilling om hans liv og arbejde.